# Računalna sklopovska podrška
Računalna sklopovska podrška (još i hardver (eng. hardware), sklopovlje, strojna oprema i strojevina) je opipljivi dio računala, za razliku od programske opreme (softvera).

## O pojmu
Pojam strojevina može označavati ne samo računalno sklopovlje već i druge vrste uređaja kao što su npr. automobili, kućanski aparati, mobiteli, fotoaparati, medicinski uređaji itd.
Ovisno o izvedbi računala navedeni dijelovi mogu se nalaziti objedinjeni u osnovnom kućištu ili mogu biti izvan njega. Sklopovlje računala obično uključuje sljedeće dijelove:
- kućište – kutija u kojoj je smještena većina ostalih dijelova
- napajanje – pretvara električnu struju iz naponske mreže u onu potrebnu za rad dijelova u računalu
- matična ploča – uglavnom obavlja funkcije potrebne za povezivanje ostalih dijelova u jednu cjelinu
- procesor (CPU, eng. kratica za central processing unit) – osnovni dio koji obrađuje podatke izvođenjem računalnih programa
- radna memorija (RAM) – elektronička memorija za kratkoročno spremanje podataka (onih koje procesor trenutačno obrađuje); podatci se gube nakon nestanka napajanja
- tvrdi disk – magnetni uređaj za dugoročno spremanje podataka
- optički pogoni (CD i DVD pogon) – spremaju podatke na optičke medije
- disketni pogon – sprema podatke na diskete
- tipkovnica – služi za zadavanje tekstualnih naredbi, tj. unos teksta
- pokazivački uređaji (eng. pointing device) kao što su npr. miš, touchpad, kuglica (eng. trackball), igraća palica (eng. joystick) – služe za zadavanje naredbi upravljanjem pokazivača na računalnom zaslonu
- videoadapter – stvara signal za prikaz slike na računalnom zaslonu
- zaslon (monitor) – prikazuje sliku koju stvara videoadapter
- zaslon osjetljiv na dodir (eng. touchscreen) – zaslon koji ima i funkciju pokazivačkog uređaja
- zvučni adapter – stvara audio signal za reprodukciju zvuka u zvučnicima ili drugom audio uređaju te prima signal iz mikrofona ili drugog audio uređaja
- TV adapter – prima signal iz antene poput televizijskog prijemnika i omogućuje prikaz televizijskog programa na računalnom zaslonu
- mrežni adapter – omogućuje komunikaciju putem računalne mreže
- modem – omogućuje komunikaciju putem telefonske linije
- pisač – služi za ispis podataka na papir
- skener – služi za unos podataka s papira
- kamera (foto ili video) – snima statičnu ili pokretnu sliku (i zvuk) za unos u računalo
- crtaća ploča (eng. graphics tablet) – omogućuje unos crteža i rukom pisanog teksta u računalo
- trakovni pogon (eng. tape drive) – uređaj za zapis podataka na magnetne trake
- razne memorijske kartice (eng. memory card) kao što je npr. USB flash memory – elektronički uređaji za pohranu podataka koji čuvaju podatke i nakon nestanka napajanja